# Francesco Xanto Avelli

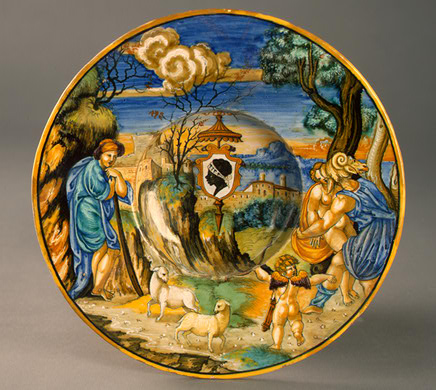
Bredbrättad skål med motiv av Neptunus våldtäkt av Theophane, tillverkad av Francesco Xanot Avelli 1532.

Francesco Xanto Avelli var en italiensk majolikamålare och poet.
Avelli var verksam i Urbino, enligt signerade arbeten 1530-1541. Han hämtade motiv från samtiden största målare i Rom - Rafael med flera; scener och figurer som han sedan överförde till majolika.